# Cedar City, Utah
Cedar City este un oraș situat în sud-vestul statului Utah, Statele Unit, la circa 250 mile (400 km) sud de Salt Lake City, situat pe autostrada Interstate 15.
În oraș se găsește Universitatea de Sud a statului Utah (în original, Southern Utah University), Festivalul Shakespeare din Utah (în original, Utah Shakespearean Festival), Jocuri de Vară din Utah (The Utah Summer Games), Festivalul de Teatru Neil Simon (The Neil Simon Theatre Festival) și alte evenimente. Conform datelor culese în 2010 de United States Census Bureau, localitatea avea o populație de 28.857. În 2011, aceeași agenție a guvernului american estima populația localității la 29.213 de locuitori.

## Geografie și climat

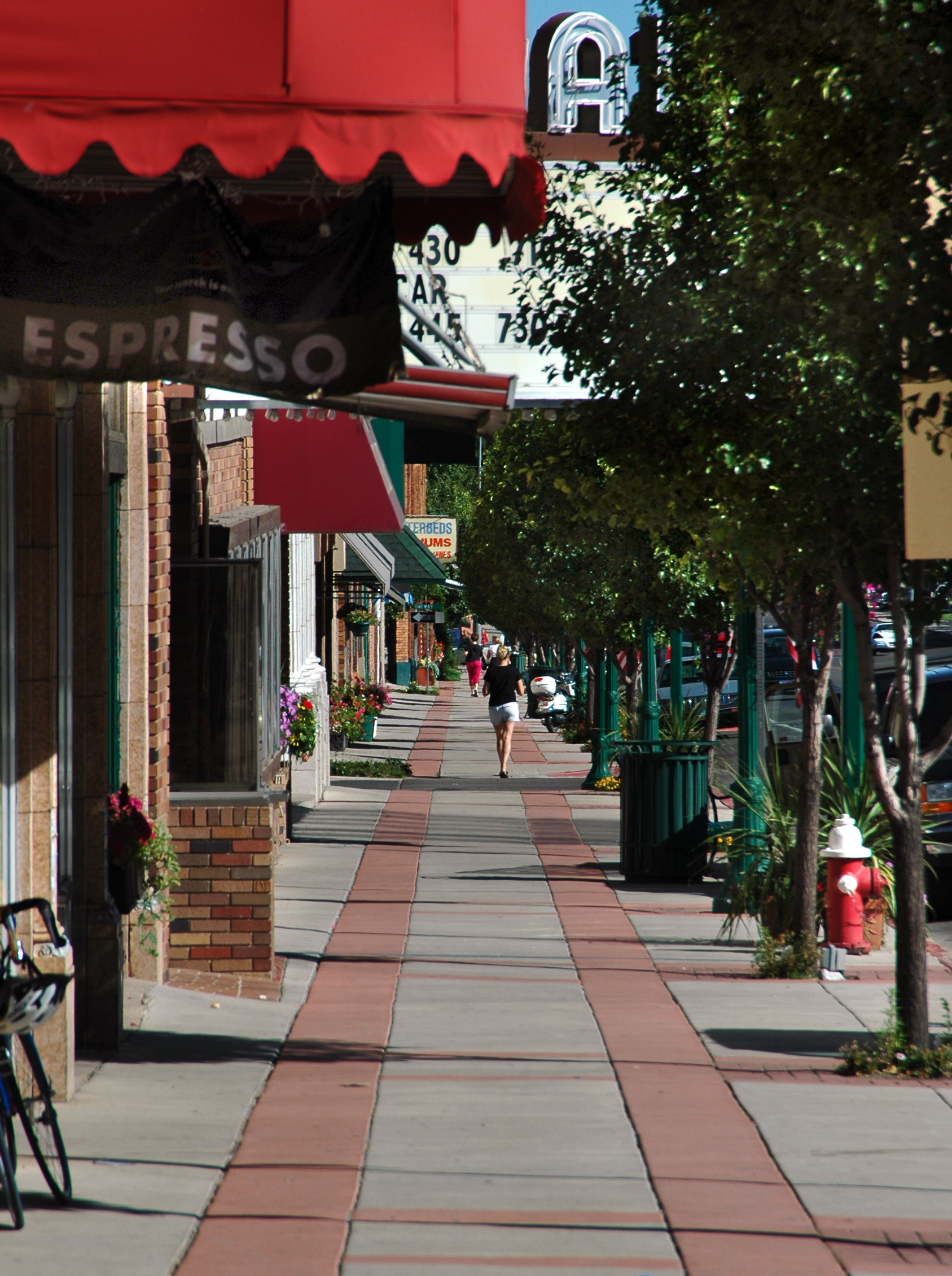
Main Street, unul din locurile istorice ale orașului

Cedar City se găsește la 37°40'57" latitudine nordică și la 113°4'28" latitudine vestică (37.682606, -113.074402).GR1
Conform datelor culese de United States Census Bureau, orașul are o suprafață de circa 53,8 km 2 (sau 20.1 sqmi), în întregime uscat.

## Demografie

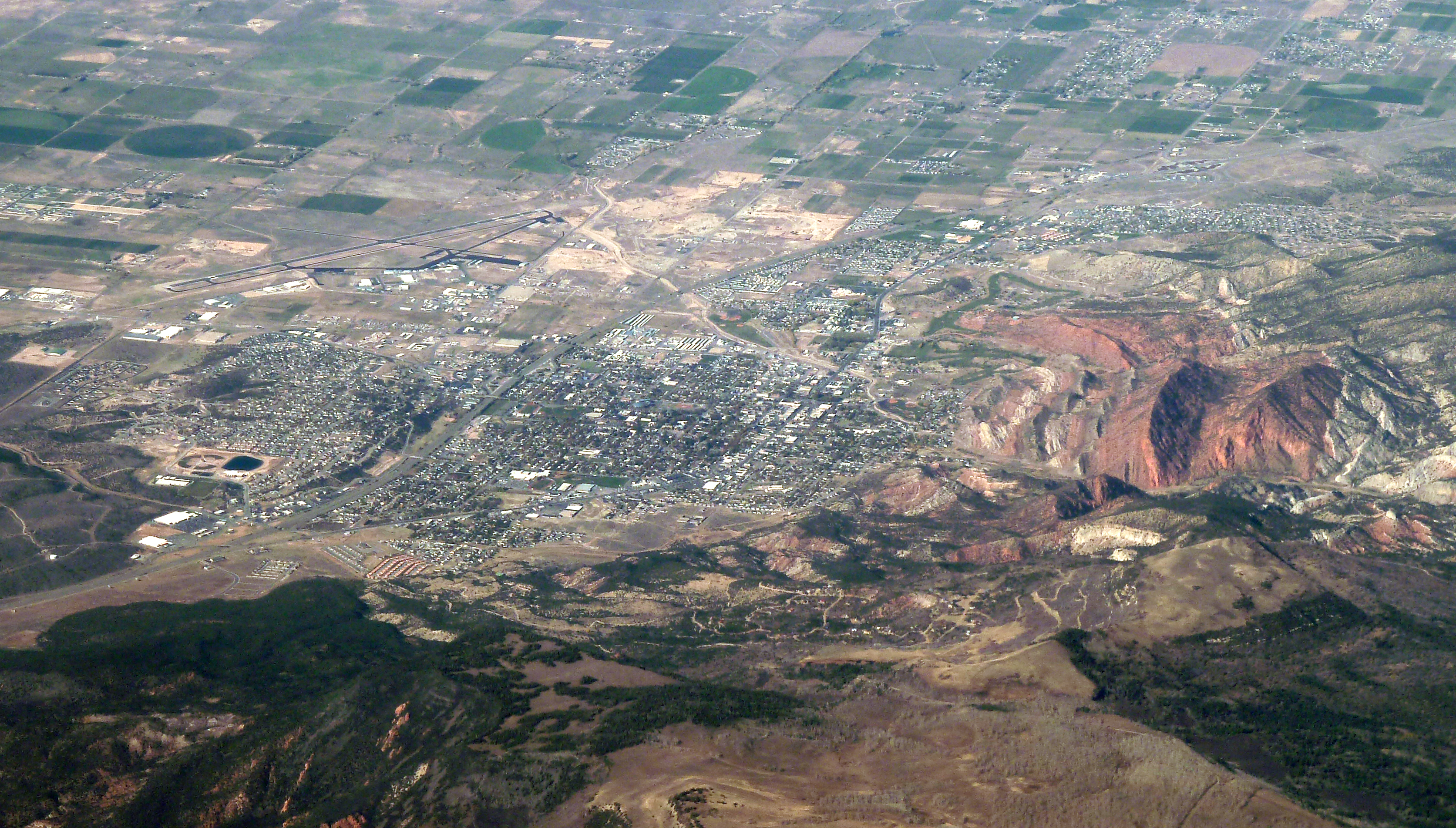
Fotografie aeriană a Cedar City

## Economie
The Leavitt Group, o companie de asigurări are sediul în Cedar City.

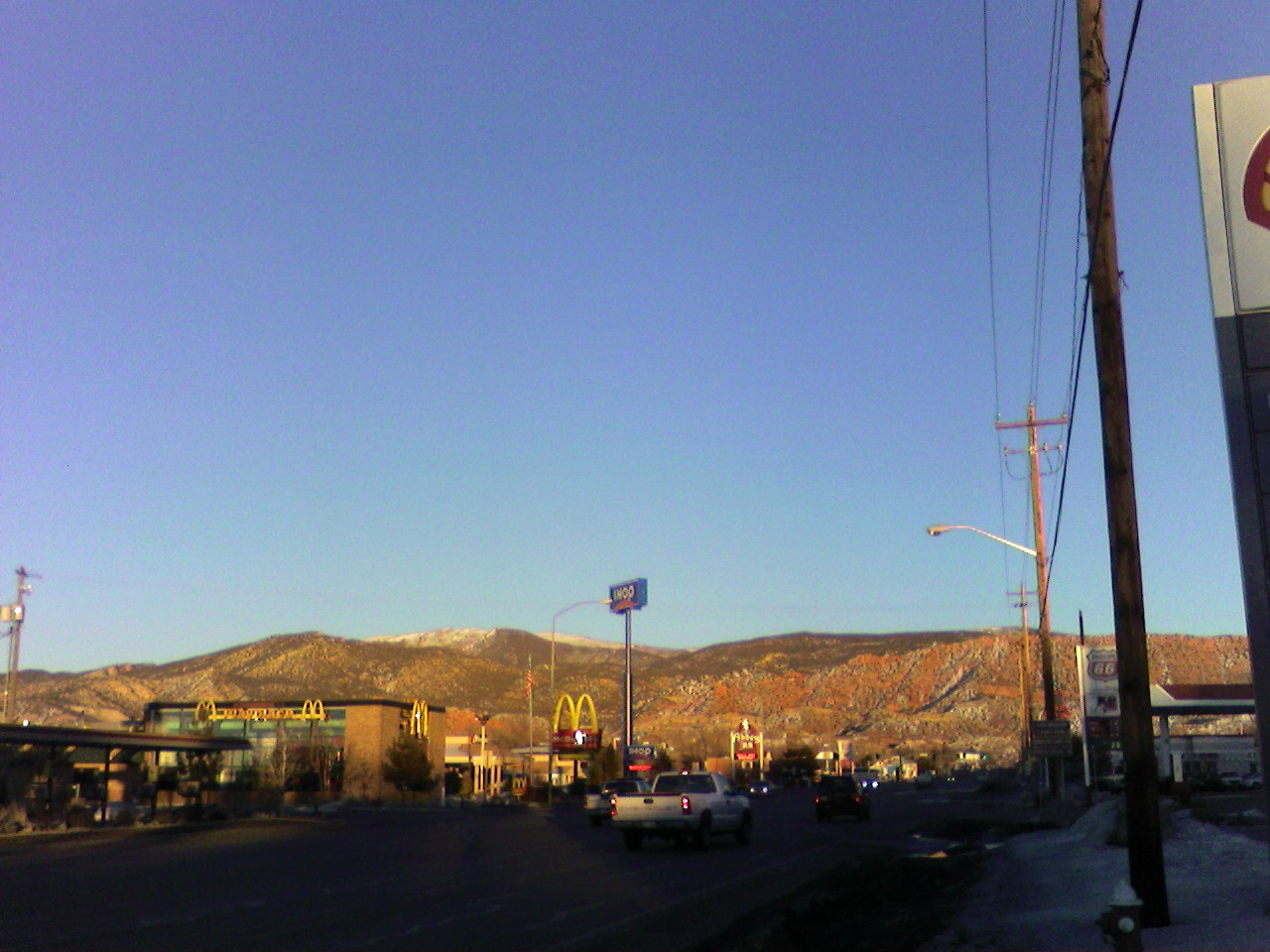
Munții aflați la est de Cedar City

## Alte pagini
- Dixie National Forest
- Groovefest American Music Festival